# ジャンプチ ヒーローズ
『ジャンプチ ヒーローズ』（英題：JUMPUTI HEROES）は、LINEより配信されていたスマートフォン向けゲームアプリ。サービス期間は2018年3月28日 - 2024年3月27日。基本プレイ無料でアイテム課金が存在する。開発、運営はワンダープラネット。
『週刊少年ジャンプ』の創刊50周年を記念して製作されたゲーム。週刊少年ジャンプの歴代キャラクターが登場するクロスオーバー作品となっている。
2018年11月からは「ジャンプチ大特集祭」という一つの作品にフォーカスしたイベントも開催されていた。
ジャンルは「友情・努力・勝利!!体感プチプチRPG」。パズルゲームの要素と、RPGの要素を合わせたゲームシステムとなっている。
2019年12月に「モバイルゲームにおけるライセンスド漫画キャラクター最多数」としてギネス世界記録に登録された。
本作は発売から1週間で100万ダウンロード、2カ月弱で200万ダウンロード、その後は3年弱で1000万ダウンロードを達成した。

## ゲームシステム
プチと呼ばれる5種類のパズルブロック（赤、緑、青、黄、ハート）をタップして割ることが主な操作となる。（タップして割ることが出来ない『邪魔プチ』、各プチの代用となる『虹プチ』等、アップデートによりプチの種類は随時追加されている。）赤、緑、青、黄プチを割ると相手に通常攻撃ができ、ハートプチを割るとパーティーのHPを回復できる。
パーティーに編成した4人のメインキャラごとに上記操作を行い、4人全員の操作終了後、敵キャラへの攻撃とパーティーのHP回復がまとめて行われる。攻撃によって敵キャラを全滅した場合、勝利（ゲームクリア）となる。
メインキャラの攻撃後、敵キャラが攻撃や回復等のアクションを行う。敵キャラの攻撃によりパーティーのHPが0になった場合、敗北（ゲームオーバー）となる。
タップしたプチに同色のプチが並んでいた場合、繋げて割ることができる。プチを7つ以上繋げて割った場合、タップしたプチから最も離れた場所に必殺プチが生成される。必殺プチをタップすると、必殺プチ及び周囲のプチを爆発して割ることができ、敵キャラへの攻撃時にメインキャラの必殺ワザを発動する。プチをタップする代わりに、各メインキャラごとに編成した友情サポーターの友情ワザを発動することもできる。割ったプチの数によって画面左下のレジェンドゲージが溜まっていき、最大まで溜めると、パーティーに編成したレジェンドを召喚できる。
上記ゲームシステムをベースに、決められたターン数でダメージを与える『団結バトル』、他ユーザーが編成したパーティーと闘う『決闘』、好きなキャラ1体とランダムに選ばれた50体の合計51体のパーティーで行う『超次元バトル』等、新ルールがアップデートにより随時追加されている。

## 登場作品
配信開始時には29作品が登場。追加作品も含めた全参加作品名は公式HPで確認できる。

また、一部シリーズ作品や外伝作品も、それぞれ別作品として数えられている。
全てのキャラクターが2頭身で描かれており、リリース当初は規格化されたデフォルメ（丸みを帯びた顔、簡略化した指、等）で描写されていたが、『北斗の拳』の追加以降、原作の画風に寄せるようになった。
また、YouTubeチャンネル「ジャンプチ放送局」の公式生放送では『NARUTO -ナルト- 外伝 〜七代目火影と緋色の花つ月〜』の追加がアナウンスされていたが、未追加となった。
| 作品名                                                | 追加日         |
| ----------------------------------------------------- | -------------- |
| こちら葛飾区亀有公園前派出所                          | 2018年3月28日  |
| コブラ                                                | 2018年3月28日  |
| CAT’S EYE                                             | 2018年3月28日  |
| 銀牙 -流れ星 銀-                                      | 2018年3月28日  |
| DRAGON BALL                                           | 2018年3月28日  |
| 魁!!男塾                                              | 2018年3月28日  |
| 聖闘士星矢                                            | 2018年3月28日  |
| 珍遊記 -太郎とゆかいな仲間たち-                       | 2018年3月28日  |
| 幽☆遊☆白書                                            | 2018年3月28日  |
| 究極!!変態仮面                                        | 2018年3月28日  |
| とっても!ラッキーマン                                 | 2018年3月28日  |
| NINKU -忍空-                                          | 2018年3月28日  |
| 地獄先生ぬ〜べ〜                                      | 2018年3月28日  |
| るろうに剣心 -明治剣客浪漫譚-                         | 2018年3月28日  |
| セクシーコマンドー外伝 すごいよ!!マサルさん           | 2018年3月28日  |
| 封神演義                                              | 2018年3月28日  |
| ONE PIECE                                             | 2018年3月28日  |
| ボボボーボ・ボーボボ                                  | 2018年3月28日  |
| いちご100%                                            | 2018年3月28日  |
| 銀魂                                                  | 2018年3月28日  |
| D.Gray-man                                            | 2018年3月28日  |
| 魔人探偵脳噛ネウロ                                    | 2018年3月28日  |
| To LOVEる -とらぶる-                                  | 2018年3月28日  |
| 黒子のバスケ                                          | 2018年3月28日  |
| べるぜバブ                                            | 2018年3月28日  |
| めだかボックス                                        | 2018年3月28日  |
| ワールドトリガー                                      | 2018年3月28日  |
| 火ノ丸相撲                                            | 2018年3月28日  |
| 僕のヒーローアカデミア                                | 2018年3月28日  |
| ウイングマン                                          | 2018年4月16日  |
| ろくでなしBLUES                                       | 2018年4月16日  |
| 世紀末リーダー伝たけし!                               | 2018年4月16日  |
| アイシールド21                                        | 2018年4月16日  |
| ドーベルマン刑事                                      | 2018年4月28日  |
| ついでにとんちんかん                                  | 2018年4月28日  |
| BØY                                                   | 2018年4月28日  |
| NARUTO -ナルト-                                       | 2018年4月28日  |
| リングにかけろ                                        | 2018年5月14日  |
| BASTARD!! -暗黒の破壊神-                              | 2018年5月14日  |
| 遊☆戯☆王                                              | 2018年5月14日  |
| ニセコイ                                              | 2018年5月14日  |
| CITY HUNTER                                           | 2018年5月30日  |
| モンモンモン                                          | 2018年5月30日  |
| DEATH NOTE                                            | 2018年5月30日  |
| ムヒョとロージーの魔法律相談事務所                    | 2018年5月30日  |
| DRAGON QUEST -ダイの大冒険-                           | 2018年6月15日  |
| 花の慶次 -雲のかなたに-                               | 2018年6月15日  |
| ボンボン坂高校演劇部                                  | 2018年6月15日  |
| 暗殺教室                                              | 2018年6月15日  |
| ハイスクール!奇面組                                   | 2018年6月29日  |
| 花さか天使テンテンくん                                | 2018年6月29日  |
| BLEACH                                                | 2018年6月29日  |
| ハイキュー!!                                          | 2018年6月29日  |
| バクマン。                                            | 2018年7月17日  |
| 鬼滅の刃                                              | 2018年7月17日  |
| 明稜帝 梧桐勢十郎                                     | 2018年7月23日  |
| テニスの王子様                                        | 2018年7月23日  |
| HUNTER×HUNTER                                         | 2018年7月30日  |
| 斉木楠雄のΨ難                                         | 2018年7月30日  |
| 陣内流柔術武闘伝 真島クンすっとばす!!                 | 2018年8月6日   |
| SKET DANCE                                            | 2018年8月6日   |
| ヒカルの碁                                            | 2018年8月13日  |
| 食戟のソーマ                                          | 2018年8月13日  |
| Dr.スランプ                                           | 2018年8月20日  |
| ぬらりひょんの孫                                      | 2018年8月20日  |
| ブラッククローバー                                    | 2018年9月3日   |
| 北斗の拳                                              | 2018年9月10日  |
| ジャングルの王者ターちゃん♡                           | 2018年9月18日  |
| 電影少女                                              | 2018年9月18日  |
| ROOKIES                                               | 2018年9月18日  |
| トリコ                                                | 2018年9月18日  |
| キン肉マン                                            | 2018年9月30日  |
| みどりのマキバオー                                    | 2018年9月30日  |
| 家庭教師ヒットマンREBORN!                             | 2018年9月30日  |
| アウターゾーン                                        | 2018年10月5日  |
| ジョジョの奇妙な冒険 Part1 ファントムブラッド         | 2018年10月15日 |
| レベルE                                               | 2018年10月15日 |
| WILD HALF                                             | 2018年10月15日 |
| Mr.FULLSWING                                          | 2018年10月19日 |
| キャプテン翼                                          | 2018年11月9日  |
| Dr.STONE                                              | 2018年11月9日  |
| ゴッドサイダー                                        | 2018年11月21日 |
| まじかる☆タルるートくん                               | 2018年11月21日 |
| BLACK CAT                                             | 2018年11月21日 |
| ジョジョの奇妙な冒険 Part2 戦闘潮流                   | 2018年12月10日 |
| I"s                                                   | 2018年12月22日 |
| 約束のネバーランド                                    | 2019年1月15日  |
| ゆらぎ荘の幽奈さん                                    | 2019年2月12日  |
| ピューと吹く!ジャガー                                 | 2019年4月1日   |
| ストップ!! ひばりくん!                                | 2019年6月24日  |
| ジョジョの奇妙な冒険 Part3 スターダストクルセイダース | 2019年7月31日  |
| ジョジョの奇妙な冒険 Part4 ダイヤモンドは砕けない     | 2019年10月30日 |
| SHADOW LADY                                           | 2019年11月22日 |
| 武士沢レシーブ                                        | 2019年12月25日 |
| 磯部磯兵衛物語〜浮世はつらいよ〜                      | 2020年1月3日   |
| ジョジョの奇妙な冒険 Parte5 黄金の風                  | 2020年8月31日  |
| BORUTO-ボルト- -NARUTO NEXT GENERATIONS-              | 2020年12月18日 |
| 武装錬金                                              | 2021年2月1日   |
| PSYREN -サイレン-                                     | 2021年2月1日   |
| ぼくたちは勉強ができない                              | 2021年5月20日  |
| 燃える!お兄さん                                       | 2021年7月3日   |
| 包丁人味平                                            | 2021年10月23日 |
| きまぐれオレンジ☆ロード                               | 2021年11月23日 |
| いぬまるだしっ                                        | 2022年1月4日   |
| 保健室の死神                                          | 2022年6月28日  |
| マジカルパティシエ小咲ちゃん!!                        | 2022年12月14日 |
| 僕とロボコ                                            | 2023年1月1日   |
| ジョジョの奇妙な冒険 Part6 ストーンオーシャン         | 2023年2月1日   |
| りりむキッス                                          | 2023年2月12日  |
| 初恋限定。                                            | 2023年2月12日  |
| あねどきっ                                            | 2023年2月12日  |
| D・N・A² 〜何処かで失くしたあいつのアイツ〜           | 2023年7月18日  |
| GUN BLAZE WEST                                        | 2023年7月18日  |
| みえるひと                                            | 2023年7月18日  |
| 太臓もて王サーガ                                      | 2023年7月18日  |
| エム×ゼロ                                             | 2023年7月18日  |
| 恋染紅葉                                              | 2023年7月18日  |
| トマトイプーのリコピン                                | 2023年7月18日  |
| SAKAMOTO DAYS                                         | 2023年9月1日   |
| SHAMAN KING                                           | 2023年11月24日 |

## 開発

### 背景・企画
2018年は、集英社の漫画雑誌『週刊少年ジャンプ』の創刊50周年ということで、集英社はLINEのスタンプ配布といったコラボレーション施策を展開する中で、LINEからゲームを作ろうという提案が寄せられた。同誌の読者の年齢層が広いことから、プロデューサーの一人であるLINEの白井雄一朗は間口の広いゲームがよいと考え、パズルゲームのシステムを導入した。また、人気作品にはバトル漫画が多いことからRPGの要素も入れることにし、すでにパズルRPG『クラッシュフィーバー』などを手掛けていたワンダープラネットと組んでプロジェクトが本格的に起動した。
ワンダープラネットの鷲見政明は、自分も『週刊少年ジャンプ』の一読者だったため、白井から声をかけられた際は二つ返事で引き受けたとニュースサイト「4Gamer.net」による2019年のインタビューの中で振り返っており、「楽しいね！を、世界中の日常へ。」という理念を掲げる同社としては自社製品に『週刊少年ジャンプ』のキャラクターが重なることでさらに大きな理想を実現できるという期待があったとも話している。

### 作品選定
作品の選定に当たっては双方で話し合いながら実装のタイミングを設定し、その後LINEから集英社に確認をとるという流れがある。前述のとおり、幅広い層をターゲットにしていることから、実装する作品の年代に偏りが出ないよう注意が払われている。
キャラクターの選定に当たっては、初登場作品の場合は主人公を登場させることが多いものの、ヒロインやライバルなどバランスよく選出するようにしていると白井は2020年の「4Gamer.net」とのインタビューの中で説明している。たとえば、2023年9月上旬の「大特集祭」で実装予定の『SAKAMOTO DAYS』の場合、主人公の坂本太郎と相棒のシン、殺し屋専門の殺し屋「ORDER」の南雲ら、原作コミック3巻から4巻まであたりの登場人物を中心に選定された。一方、この時期のエピソードに登場するルー・シャオタン（陸少糖）は、戦闘場面が少ないことに加え、この時点ではすでに100を超える作品が実装されており短期間に同作の「大特集祭」を頻繁に行うわけにはいかないため、選定から外された。また、周年のタイミングでは「無双キャラ」と呼ばれる原作の大物キャラクターが実装されるようになった。たとえば、海賊王 ゴール・D・ロジャーはもともと「無双キャラ」というシステムが実装される最初のタイミングで候補に挙がっていたものの、実際に原作で読者がその強さを目の当たりにしているキャラクター（例：『NARUTO』の千手柱間）の方がよいということで4周年の「無双キャラ」として実装された。
キャラクターのワザの選定はワンダープラネット社内にいる『週刊少年ジャンプ』が大好きな開発メンバーで構成された“ジャンプ読者委員会”の話し合いによって行われている。とはいえ、ワザの選びやすさは作品によっても異なるため、ファンが見た際に納得できるかどうかを選定基準に据えていると白井は2019年のインタビューの中で話している。たとえば『セクシーコマンドー外伝 すごいよマサルさん』の主人公・花中島マサルの必殺ワザ「エリーゼのゆううつ」の場合、原作ではズボンのチャックをおろしてからパンチを浴びせるという描写がなされているが、前半の部分をゲーム内でそのまま再現すると倫理上問題があるため、とある工夫を施していると鷲見は2019年のインタビューの中で話している。
集英社は監修にあたり、「原作や登場人物の魅力を損なわない」という絶対条件をこれら2社に課しており、たとえ必要であってもそのキャラクターが絶対にしない言動はさせないようにしている。『Vジャンプ』および『最強ジャンプ』編集部 副編集長の内田太樹は2023年の「4Gamer.net」とのインタビューの中で、キャラクターの呼称などをまとめた設定表を作る場合はあるものの、それを回避するためには作家と担当編集の感性によると話している。

### システム構築
周年のタイミングでは「週刊少年ジャンプ」らしさを意識した新要素が追加されていった。たとえば2周年の際は仲間との共闘（タッグ）にちなんで「タッグキャラ」が実装されたほか、4周年では主人公の成長やパワーアップを「変身」に見立て、1人のキャラクターに2種類の必殺ワザを搭載した「フォームチェンジ」が実装された。